# 1081
| 1081               |
| ------------------ |
| Dødsfald - Fødsler |
|                    |

| Gregoriansk kalender | 1081 MLXXXI             |
| Ab urbe condita      | 1834                    |
| Armensk kalender     | 530 ԹՎ ՇԼ               |
| Kinesiske kalender   | 3777 – 3778 庚申 – 辛酉 |
| Etiopisk kalender    | 1073 – 1074             |
| Jødisk kalender      | 4841 – 4842             |
| Hindukalendere       |                         |
| - Vikram Samvat      | 1136 – 1137             |
| - Shaka Samvat       | 1003 – 1004             |
| - Kali Yuga          | 4182 – 4183             |
| Iransk kalender      | 459 – 460               |
| Islamisk kalender    | 473 – 474               |

Konge i Danmark: Knud den Hellige 1080-1086
Se også 1081 (tal)

## Begivenheder
- Opførelsen af Sct. Knuds Kirke i Odense påbegyndes.